# Welsh rarebit

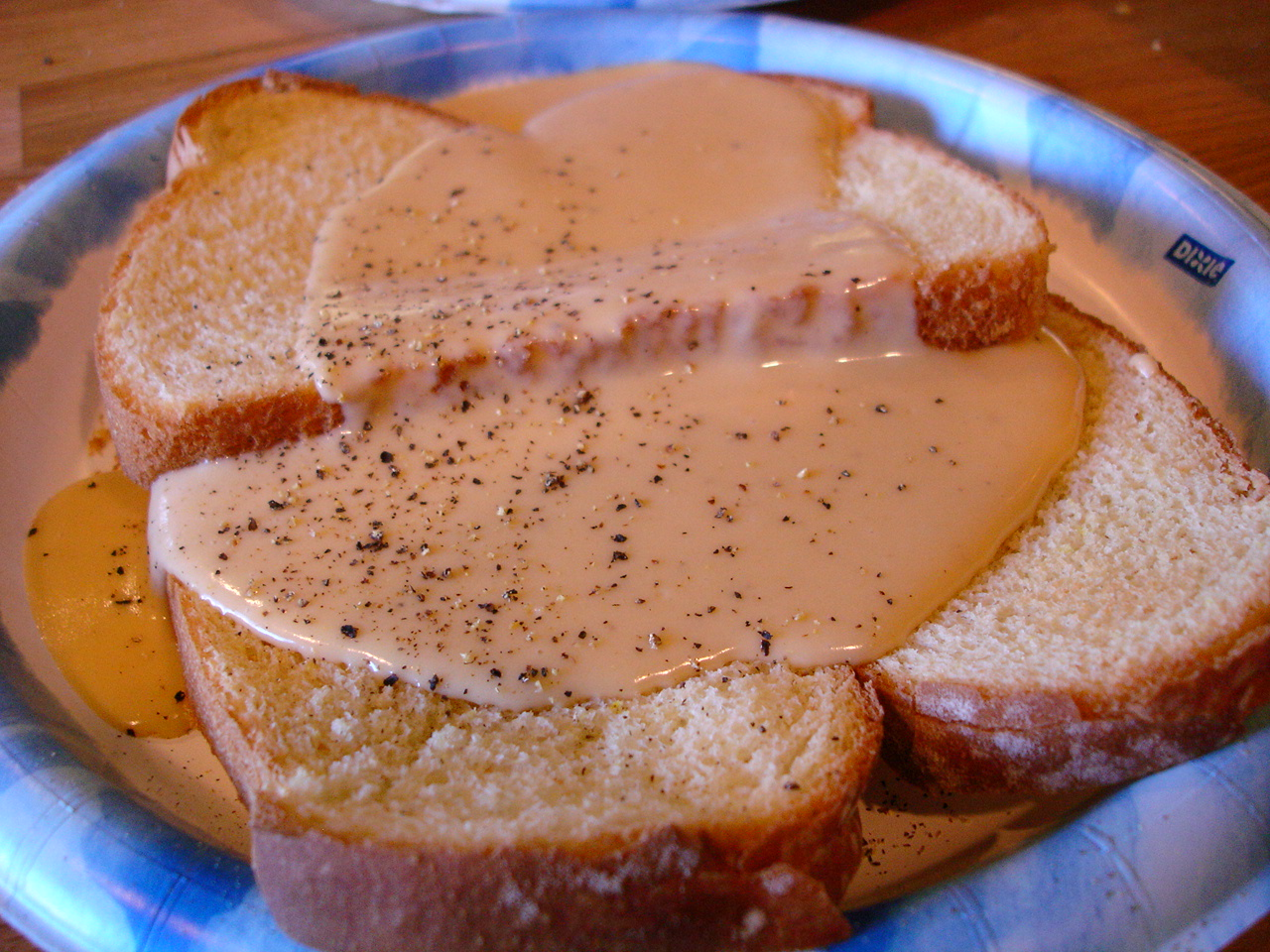
Welsh rarebit

Rarebit ou Welsh rarebit ou ainda Welsh rabbit (o nome original data do século XVIII) é tradicionalmente um molho feito de uma mistura de queijo e manteiga, deitado sobre pão torrado, servido como entrada quente.
O nome exato do prato é discutido, encontrando-se a designação "Welsh rarebit" em livros de culinária recentes mas "Welsh rabbit" em livros mais antigos, embora a receita não contenha coelho (rabbit).